# خاچاطور کافایه‌تسی
خاچاطور کافایه‌تسی (ارمنی: Խաչատուր Կաֆայեցի؛ انگلیسی: Ḥachatur Kafayetsi زادهٔ ح ۱۵۹۲ - درگذشته ۱۶۵۹)، تاریخ‌نگار، نویسنده  اهل ارمنستان بود.

## زندگی‌نامه
وی در ۱۵۹۲ در کافا به دنیا آمد. وی در ۱۶۵۹ در سن ۶۶/۶۷ سالگی در کافا درگذشت.